# Le Jingyi
Le Jingyi (Shanghai, 19 maart 1975) is een voormalige zwemster uit China, wier specialiteit de vrije slag was. Le Jingyi was 'het gezicht' van de opmars van het Aziatische land in het zwemmen, begin jaren negentig van de 20e eeuw.
Opzien baarde de sprintster in 1994, toen ze bij de wereldkampioenschappen langebaan (50 meter) in Rome het wereldrecord op de 100 meter vrije slag aanscherpte tot 54,01. Twee jaar later, bij de Olympische Spelen in Atlanta, won Jingyi Le de gouden medaille op hetzelfde prestigieuze nummer. Haar olympisch debuut, vier jaar eerder in Barcelona, had de studente al opgeluisterd met de zilveren medaille op de 4x100 meter vrije slag. Na de voor haar teleurstellend verlopen Wereldkampioenschappen in Perth nam Jingyi Le afscheid van de zwemsport.

## Internationale toernooien
| Jaar | Olympische Spelen                                    | WK langebaan                                                             | WK kortebaan                                                                                 | PanPacs                                            |
| ---- | ---------------------------------------------------- | ------------------------------------------------------------------------ | -------------------------------------------------------------------------------------------- | -------------------------------------------------- |
| 1992 | 6e 100m vrije slag · 4x100m vrije slag               |                                                                          |                                                                                              |                                                    |
| 1993 |                                                      |                                                                          | 50m vrije slag · 100m vrije slag · 4x100m vrije slag · 4x200m vrije slag · 4x100m wisselslag | geen deelname                                      |
| 1994 |                                                      | 50m vrije slag · 100m vrije slag · 4x100m vrije slag · 4x100m wisselslag |                                                                                              |                                                    |
| 1995 |                                                      |                                                                          | 50m vrije slag · 100m vrije slag · 4x100m vrije slag                                         | geen deelname                                      |
| 1996 | 50m vrije slag · 100m vrije slag · 4x100m vrije slag |                                                                          |                                                                                              |                                                    |
| 1997 |                                                      |                                                                          | 50m vrije slag · 100m vrije slag · 4x100m vrije slag · 4x100m wisselslag                     | 50m vrije slag · 100m vrije slag · 200m vrije slag |
| 1998 |                                                      | 8e 4x100m vrije slag                                                     |                                                                                              |                                                    |

## Persoonlijke records

### Kortebaan
| Afstand         | Tijd    | Datum           | Plaats            |
| --------------- | ------- | --------------- | ----------------- |
| 50m vrije slag  | 24,23   | 2 december 1993 | Palma de Mallorca |
| 100m vrije slag | 53,01   | 2 december 1993 | Palma de Mallorca |
| 200m vrije slag | 1.56,82 | 9 januari 1993  | Peking            |

### Langebaan
| Afstand         | Tijd    | Datum             | Plaats  |
| --------------- | ------- | ----------------- | ------- |
| 50m vrije slag  | 24,51   | 11 september 1994 | Rome    |
| 100m vrije slag | 54,01   | 5 september 1994  | Rome    |
| 200m vrije slag | 2.00,54 | 10 augustus 1997  | Fukuoka |